# 庫安多古班哥省
宽多-库邦戈省位於安哥拉東南端，與比耶省、庫內納省、威拉省、莫希科省等省份及納米比亞、辛巴威相鄰。